# ألاسيو
ألاسيو، (بالإنجليزية: Alassio)‏، هي بلدة و(بلدية) في مقاطعة سافونا الواقعة على الساحل الغربي ليغوريا، شمال إيطاليا، على بعد حوالي 80 كيلومترًا (50 ميلًا) من الحدود الفرنسية.

## السكان
تطور النمو السكاني لـ ألاسيو

## توأمة
لألاسيو اتفاقيات توأمة مع كل من:
- لا ثويل، في وادي أوستا
- سان فرانسيسكو

## أعلام
- لمين جيبا
- ماريو بيرينو
- فرانكو روسي
- أغنيس بورجيسون
- دافيد ليلاند